# Flugvikt i grekisk-romersk stil i brottning vid olympiska sommarspelen 1984
Herrarnas brottningsturnering i grekisk-romersk stil i viktklassen flugvikt vid olympiska sommarspelen 1984 avgjordes i Anaheim Convention Center i Anaheim. 

## Medaljörer
| Klass    | Guld                    | Silver                 | Brons                  |
| Flugvikt | Atsuji Miyahara · Japan | Daniel Aceves · Mexiko | Bang Dae-Du · Sydkorea |

## Resultat
- TO — Vinst genom fall

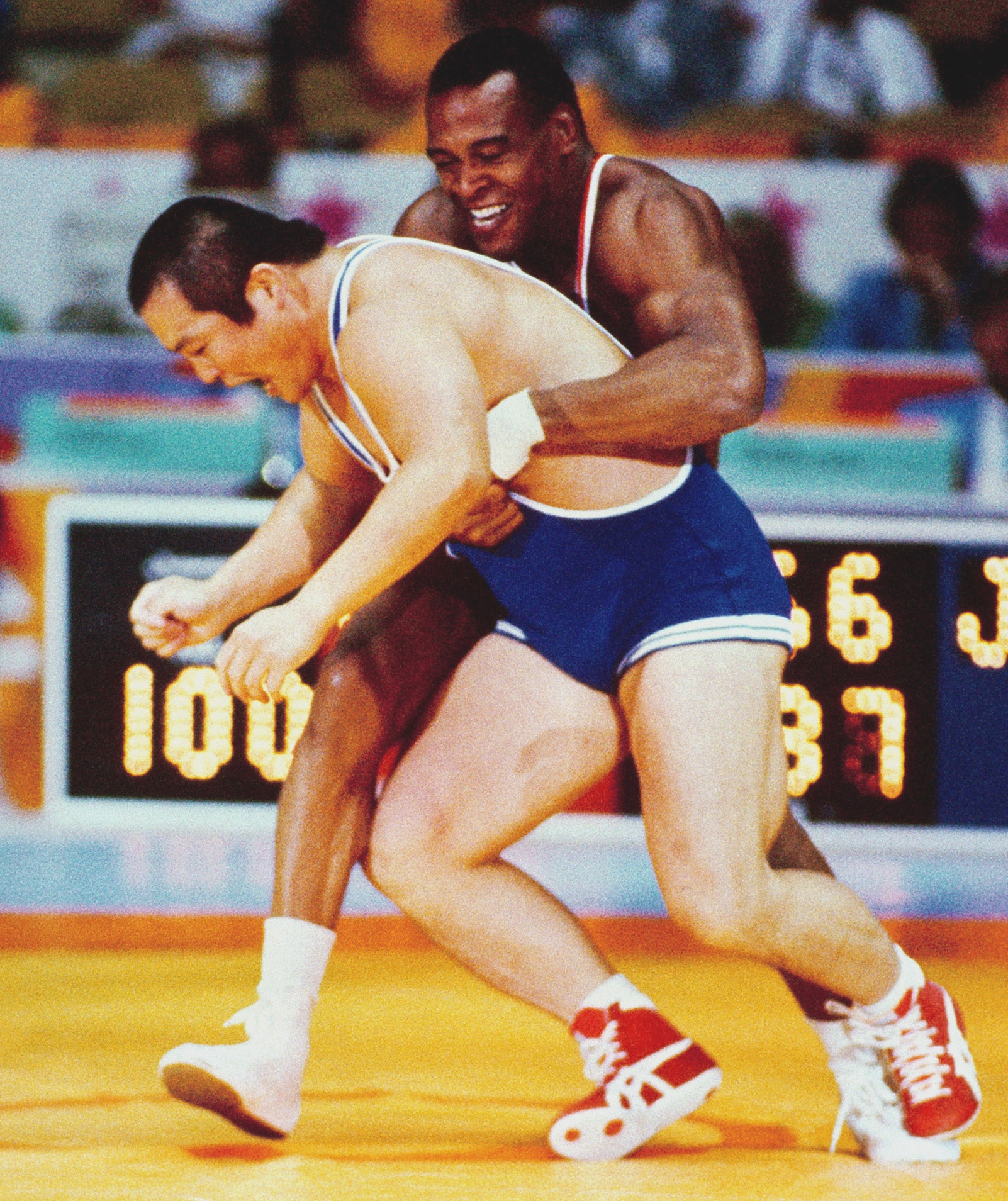
Amerikanske Greg Gibson besegrade japanen Yoshihiro Fujita (blå)

- SP — Vinst genom överlägsenhet, 12-14 poängs skillnad, förloraren med poäng
- SO — Vinst genom överlägsenhet, 12-14 poängs skillnad, förloraren utan poäng
- ST — Vinst genom teknisk överlägsenhet, 15 poäng skillnad
- PP — Vinst genom poäng, förloraren med tekniska poäng
- PO — Vinst genom poäng, förloraren utan tekniska poäng
- PA — Vinst genom att motståndaren skadas
- DQ — Vinst genom förverkande
- D2 — Båda brottarna diskvalificerade på grund av passivitet  (0-0 poäng)
- DNA — Dök inte upp
- L — Förluster
- ER — Elimineringsrunda
- CP — Klassificeringspoäng
- TP — Tekniska poäng

- PA — Vinst genom att motståndaren skadats

### Elimineringsrunda

#### Pool A
| L              |                              | CP       | TP       |                              | L        |          |
| Omgång 1       | Omgång 1                     | Omgång 1 | Omgång 1 | Omgång 1                     | Omgång 1 | Omgång 1 |
| -------------- | ---------------------------- | -------- | -------- | ---------------------------- | -------- | -------- |
| 0              | Atsuji Miyahara (JPN)        | 3-0 P1   | 3:52     | Mihai Cişmaş (ROU)           | 1        |          |
| 1              | Jean-Pierre Chambellan (FRA) | 0-4 ST   | 0-12     | Bang Dae-Du (KOR)            | 0        |          |
| 0              | Jon Rønningen (NOR)          | 4-0 ST   | 12-0     | Anders Bükk (SWE)            | 1        |          |
| Omgång 2       |                              |          |          |                              |          |          |
| 0              | Atsuji Miyahara (JPN)        | 4-0 ST   | 12-0     | Jean-Pierre Chambellan (FRA) | 2        |          |
| 1              | Mihai Cişmaş (ROU)           | 3-1 PP   | 5-3      | Jon Rønningen (NOR)          | 1        |          |
| 0              | Bang Dae-Du (KOR)            | 4-0 ST   | 13-0     | Anders Bükk (SWE)            | 2        |          |
| Omgång 3       |                              |          |          |                              |          |          |
| 0              | Atsuji Miyahara (JPN)        | 3-1 PP   | 12-10    | Jon Rønningen (NOR)          | 2        |          |
| 2              | Mihai Cişmaş (ROU)           | 1-3 PP   | 12-15    | Bang Dae-Du (KOR)            | 0        |          |
| Sista omgången |                              |          |          |                              |          |          |
|                | Atsuji Miyahara (JPN)        | 3-1 PP   | 15-11    | Bang Dae-Du (KOR)            |          |          |

| Brottare                     | L | ER | CP | Sista |
| ---------------------------- | - | -- | -- | ----- |
| Atsuji Miyahara (JPN)        | 0 | -  | 10 | 3     |
| Bang Dae-Du (KOR)            | 0 | -  | 11 | 1     |
| Jon Rønningen (NOR)          | 2 | 3  | 6  |       |
| Mihai Cişmaş (ROU)           | 2 | 3  | 4  |       |
| Anders Bükk (SWE)            | 2 | 2  | 0  |       |
| Jean-Pierre Chambellan (FRA) | 2 | 2  | 0  |       |

#### Pool B
| L              |                        | CP        | TP       |                        | L        |          |
| Omgång 1       | Omgång 1               | Omgång 1  | Omgång 1 | Omgång 1               | Omgång 1 | Omgång 1 |
| -------------- | ---------------------- | --------- | -------- | ---------------------- | -------- | -------- |
| 0              | Taisto Halonen (FIN)   | 4-0 ST    | 12-0     | Iván Garcés (ECU)      | 1        |          |
| 1              | Mahmoud Fathalla (EGY) | 0-4 ST    | 1-13     | Hu Richa (CHN)         | 0        |          |
| 1              | Daniel Aceves (MEX)    | 0-3 P1    | 4:51     | Erol Kemah (TUR)       | 0        |          |
| Omgång 2       |                        |           |          |                        |          |          |
| 0              | Taisto Halonen (FIN)   | 3-0 P1    | 4:50     | Mahmoud Fathalla (EGY) | 2        |          |
| 2              | Iván Garcés (ECU)      | 0-4 ST    | 2-14     | Daniel Aceves (MEX)    | 1        |          |
| 0              | Hu Richa (CHN)         | 3.5-.5 SP | 14-4     | Erol Kemah (TUR)       | 1        |          |
| Omgång 3       |                        |           |          |                        |          |          |
| 0              | Taisto Halonen (FIN)   | 3-1 PP    | 9-2      | Erol Kemah (TUR)       | 2        |          |
| 1              | Hu Richa (CHN)         | 1-3 PP    | 8-14     | Daniel Aceves (MEX)    | 1        |          |
| Sista omgången |                        |           |          |                        |          |          |
|                | Hu Richa (CHN)         | 1-3 PP    | 8-14     | Daniel Aceves (MEX)    |          |          |
|                | Taisto Halonen (FIN)   | 1-3 PP    | 11-12    | Hu Richa (CHN)         |          |          |
|                | Daniel Aceves (MEX)    | 3-1 PP    | 9-9      | Taisto Halonen (FIN)   |          |          |

| Brottare               | L | ER | CP  | Sista |
| ---------------------- | - | -- | --- | ----- |
| Daniel Aceves (MEX)    | 1 | -  | 7   | 6     |
| Hu Richa (CHN)         | 1 | -  | 8.5 | 4     |
| Taisto Halonen (FIN)   | 0 | -  | 10  | 2     |
| Erol Kemah (TUR)       | 2 | 3  | 4.5 |       |
| Iván Garcés (ECU)      | 2 | 2  | 0   |       |
| Mahmoud Fathalla (EGY) | 2 | 2  | 0   |       |

### Slutkamper
|                       | CP        | TP        |                      |           |
| 5:e plats             | 5:e plats | 5:e plats | 5:e plats            | 5:e plats |
| --------------------- | --------- | --------- | -------------------- | --------- |
| Jon Rønningen (NOR)   | 4-0 ST    | 14-0      | Taisto Halonen (FIN) |           |
| Bronsmatch            |           |           |                      |           |
| Bang Dae-Du (KOR)     | 4-0 ST    | 13-1      | Hu Richa (CHN)       |           |
| Final                 |           |           |                      |           |
| Atsuji Miyahara (JPN) | 3-1 PP    | 9-4       | Daniel Aceves (MEX)  |           |